# Tiago Moreira de Sá
Tiago Moreira de Sá (Lisboa, 12 de janeiro de 1971), é um político português, professor na Universidade Nova de Lisboa e investigador no Instituto Português de Relações Internacionais. Foi Deputado na Assembleia da República (AR) na XV Legislatura. Atualmente, desempenha as funções de Eurodeputado no Parlamento Europeu, eleito pelo CHEGA nas eleições de junho de 2024.

## Biografia

### Percurso académico e profissional
Licenciou-se em Ciências da Comunicação pela Universidade Autónoma de Lisboa (UAL) - variante de Jornalismo - em 1995 e doutorou-se em História das Relações Internacionais no ISCTE em 2008, com a tese intitulada “Os Estados Unidos da América e a Democracia Portuguesa”.
É Professor Associado na Universidade Nova de Lisboa - Faculdade de Ciências Sociais e Humanas, onde leciona várias cadeiras relacionadas com Relações Internacionais, e Investigador Integrado no Instituto Português de Relações Internacionais (IPRI), tendo já participado em diversos projetos de investigação como “Os Estados Unidos e a Democracia Portuguesa”, “Os Estados Unidos e a Descolonização de Angola”, ou “História das Relações Portugal – Estados Unidos da América: 1776-2015”. 
A par da atividade académica, colabora regularmente com a comunicação social, tendo sido comentador residente no programa Olhar o Mundo na RTP3 e colunista no jornal Público.
Foi Deputado à Assembleia da República 
É atualmente Deputado no Parlamento Europeu.
É autor de vários livros: Donald Trump. O Método no Caos (2018); História das Relações Portugal - EUA (1776-2015) (2016); Política Externa Portuguesa (2015); Carlucci versus Kissinger: The USA and the Portuguese Revolution (2011); Os Estados Unidos e a Descolonização de Angola (2011); À Procura de um Plano Bilateral. A Fundação Luso-Americana e o Desenvolvimento de Portugal (2010); Os Estados Unidos da América e a Democracia Portuguesa (2009); Os Americanos na Revolução Portuguesa (2004).

### Percurso político
Filiou-se no PSD em 1996, tendo colaborado com o Gabinete de Estudos e com o Instituto Sá Carneiro, coordenado a Secção de Negócios Estrangeiros do Conselho Estratégico Nacional (CEN) e presidido à Comissão de Relações Internacionais do Partido
Foi Deputado na Assembleia da República na XV Legislatura. 
Em Abril de 2024, foi anunciado que iria integrar a lista do CHEGA às Eleições Parlamentares Europeias de 2024.
Foi eleito Deputado no Parlamento Europeu nas eleições europeias de 9 de junho de 2024. 
É militante do CHEGA desde maio de 2024.

## Algumas obras
- Donald Trump. O Método no Caos, Lisboa, Dom Quixote, 2018 (com Diana Soller)
- História das Relações Portugal - EUA (1776-2015), Lisboa, Dom Quixote, 2016
- Política Externa Portuguesa, Lisboa, Fundação Francisco Manuel dos Santos, 2015
- Carlucci versus Kissinger: The USA and the Portuguese Revolution, Washington D.C e Londres, Lexington Books, 2011 (com Bernardino Gomes)
- Os Estados Unidos e a Desconização de Angola, Lisboa, Dom Quixote, 2011
- À Procura de um Plano Bilateral. A Fundação Luso-Americana e o Desenvolvimento de Portugal, Lisboa, FLAD, 2010
- Os Estados Unidos da América e a Democracia Portuguesa, Lisboa, Instituto Diplomático, 2009
- Carlucci vs. Kissinger. Os EUA e a Revolução Portuguesa, Lisboa, Dom Quixote, 2008 (com Bernardino Gomes)
- Os Americanos na Revolução Portuguesa, Lisboa, Editorial Notícias, 2004